# Hans Thomissøns Psalmebog 1569
Hans Thomissøns Psalmebog 1569 sammanställdes av prästen och psalmförfattaren Hans Thomissøn och gavs kunglig auktorisation i Danmark. Den kompletta originaltiteln är «Den danske Psalmebog, met mange Christelige Psalmer, Ordentlig tilsammenset, formeret oc forbedret. Aff Hans Thomissøn». Den utgavs av Lorenz Benedict i Köpenhamn 1569.
Thomissøns psalmbok blev den enda tillåtna psalmboken i Danmark-Norge, efter att den givits kunglig auktorisation. I kyrkorna skulle därefter denna psalmbok ligga på altarna.
Hans Thomissøn var landets ledande psalmexpert, och han översatte en många psalmer från tyska till danska. När han år 1561 blev kyrkoherde i Vor Frue Kirke, Köpenhamn, påbörjade han arbetet som varade i åtta år. Psalmboken blev en av reformationstidens viktigaste psalmböcker i Danmark och Norge, som då också omfattade de sedermera svenska landskapen Skåne, Blekinge, Halland och Bohuslän.
Melodierna till Hans Thomissøns psalmbok kom i tryck år 1573 hos Niels Jespersens Graduale. Psalmboken är enligt 1921 års koralbok med 1819 års psalmer första kända skriftliga källan till melodin för psalmen Kom, Helge Ande, Herre god, nr 133 i 1819 års psalmbok och introducerades i Sverige via Mönsteråshandskriften 1646. Denna psalm torde ha bytt melodi i något skede då den i Den svenska psalmboken 1986 anges använda en melodi av helt annat ursprung.
Psalmboken innehåller 269 psalmer, varav flera är kända ännu i vår tid, exempelvis:
- Alene Gud i himmerik
- Krist stod opp av døde
- Vår Gud han er så fast en borg
- Et lite barn så lystelig
- La det klinge sødt i sky
- Julen har englelyd
- Lovet være du Jesus Krist
- Nå ber vi Gud den Helligånd
- Av dypest' nød
- Min sjel, nu lover Herren
- O du Guds lam uskyldig

## Psalmer (urval)

### Om CHristi Tilkommelse til Verden
- Kom Hedningers Frelser sand
- O Stierners skader i Himmelske

### Om Christi Födzel
- Kyrie Gud fader aff Himmerig
- Christum wi skulle loffue nu
- Christus aff Gud Faders hierte
- Grates nunc omnes reddamus
- Nu lader oss alle tacke Gud vor Herre
- Dies est laticia, in ortu regali
- Den signede dag er oss beteed
- It lidet Barn så ly skeligt
- En Jomfru födde it Barn i dag
- Resonet in laudibus
- Nu er föd oss Jesus Christ
- Al den gansske Christenhed
- In dulci jubilo
- Loff Gud du Christenhed
- Priss oc are oc dyd gantske megit
- Puer natus in Bethlehem
- Loffuit vaere du Jesu Christ
- Ver glad du hellige Christenhed
- Fra Himmelen höyt komme wi nu her
- Era Himmelen kom den Engle skar
- O Jesu Christ som Mandom tog
- Nu glaeder eder Adams börn
- Herodes hui frycter du saa saare
- Alle Christne fryde sig nu

### Om Christi Person oc Embede
- Herr Christ Gud Faders enborne
- Hui storme oc snyse de Hedninge saa
- Mit hierte opgaff it lystigt Ord
- Verdenes velde met sit belde
- En visse tale er denne her
- Aff hu oc sind oc all vor act
- O Jesu bold met megit vold
- Jeg vil meig Herren loffue
- Maria hun er en Jomfru reen
- Jesus hand er en föd hukommelse
- Velsignet vaere Jesu naffn
- Salue Jesu Christe vor Frelsermand
- Englen indgagen til Jomfru Marie
- Nu fryder eder alle Christne Mend
- Gud Fader sön oc hellig Aand
- O wi arme Synder
- I Synd oc sorg mig födde min usle Moder
- O Jesu hör mig för din död
- Jesu Christ dig tacke wi
- O Christe Köning met Guddös krafft

### Om Christi pine oc Död
- Hielp Gud at ieg nu kunde

### Om Dommedag oc Opstandelse
- Va ager op i Christen alle
- Vaag op vaag op, du Christenhed
- Vaager op i Christen alle
- Löfft op dit Hoffuit all Christendom
- Verden huad du est suigefuld
- I Fromme Christen vaerer kiön
- Sancte Pouel sine Corinther
- Vaar tegn ere skeed i Manne oc Soel
- Om Himmerigs Rige saa ville wi tale